# Cộng hòa Liguria
Cộng hòa Liguria (tiếng Ý: Repubblica Ligure) là một nước cộng hòa vệ tinh của Pháp tồn tại trong thời gian ngắn được Napoléon thành lập vào ngày 14 tháng 6 năm 1797. Nó bao gồm nước Cộng hòa Genova cũ bao trùm hầu hết vùng Liguria phía Tây Bắc Ý và những thái ấp nhỏ của Đế quốc La Mã Thần thánh thuộc sở hữu của nhà Savoia bên trong lãnh thổ của mình. Hiến pháp đầu tiên được ban hành ngày 22 tháng 12 năm 1797 dẫn tới việc thành lập một nước cộng hòa Đốc chính.
Nước Cộng hòa này sau đó đã bị quân đội Áo chiếm đóng trong một thời gian ngắn vào năm 1800. nhưng nhờ Napoléon sớm quay trở lại với đạo quân của mình mới đuổi được người Áo ra khỏi bờ cõi xứ này. Bản Hiến pháp mới được công bố như vậy vào năm 1801, thành lập các tổ chức tương tự như của nước Cộng hòa Genova trước đó, với một Tổng trấn là Chủ tịch Thượng viện.
Vào tháng 6 năm 1805, khu vực này đã được Đế quốc Pháp sáp nhập trực tiếp trở thành các tỉnh (tiếng Pháp gọi là départements) Apennins, Gênes và Montenotte. Sau sự sụp đổ của Napoléon vào năm 1814 nước cộng hòa được phục hồi lại trong một thời gian ngắn từ ngày 28 tháng 4 đến ngày 28 tháng 7. Lãnh thổ của nó từ sau Đại hội Vienna đã được trao cho Vương quốc Sardinia và chính thức sáp nhập vào ngày 3 tháng 1 năm 1815. Cộng hòa Liguria vẫn sử dụng lá cờ truyền thống của Genova gồm một chữ thập đỏ trên nền trắng.